# Bruno Nöckler
Bruno Nöckler (né le 6 octobre 1956 à Predoi, dans la province de Bolzano dans le Trentin-Haut-Adige - mort le 17 août 1982 en Nouvelle-Zélande) est un skieur alpin italien.

## Palmarès

### Coupe du Monde
- Meilleur classement final: 16e en 1981.
- Meilleur résultat: 3e.